# جان هانتینگ
 جان هانتینگ  (به انگلیسی: John Hunting) (زاده ۱۹۳۵ - لستر) داور سابق اهل انگلستان است.
وی داوری را از دهه ۱۹۶۰ شروع کرده و از سال ۱۹۷۳ تا ۱۹۸۴ میلادی در لیست داوران فیفا قرار داشته‌است.